# O Jardim das Delícias Terrenas
O Jardim das Delícias Terrenas é um tríptico de Hieronymus Bosch, que descreve a história do Mundo a partir da criação, apresentando o Jardim do Éden na asa lateral esquerda e o Inferno na asa lateral direita. Ao centro aparece um Bosch que celebra os prazeres da carne, com participantes desinibidos, sem sentimento de culpa. A obra expõe ainda símbolos e atividades sexuais com vividez. Especula-se sobre seus financiadores, que poderiam ser adeptos do amor livre, já que parece improvável que alguma igreja tradicional a tenha encomendado.
Ligada à "utopia" por um lado, mas representando o lugar da vida humana por outro, Bosch revela uma atualidade do seu tempo, dado que essa vida está entre o paraíso e o inferno como se conta no Génesis. O tríptico, quando fechado, tem uma citação transcrita desse livro "Ele mesmo ordenou e tudo foi criado". Entre o bem e o mal está o pecado, preposição cristã. No jardim, painel central, estão representações da luxúria, mensagem de fragilidade nas envolvências do vidro e das flores, refletem um carácter efémero da vida, passagem etérea do gozo, do prazer.
Enquanto "utopia", porque transcreve de modo imaginário na imagem um "real", que mais se aproxima do surreal, e representa, mesmo que toda a sociedade e a cultura ocidental esteja marcada por essa estrutura, uma história “utópica” do seu tempo. 
Entre um “bem” e um “mal” está a vida e o pecado, de certo foi aplicado, mas no início seria apenas uma projeção.

## História do tríptico

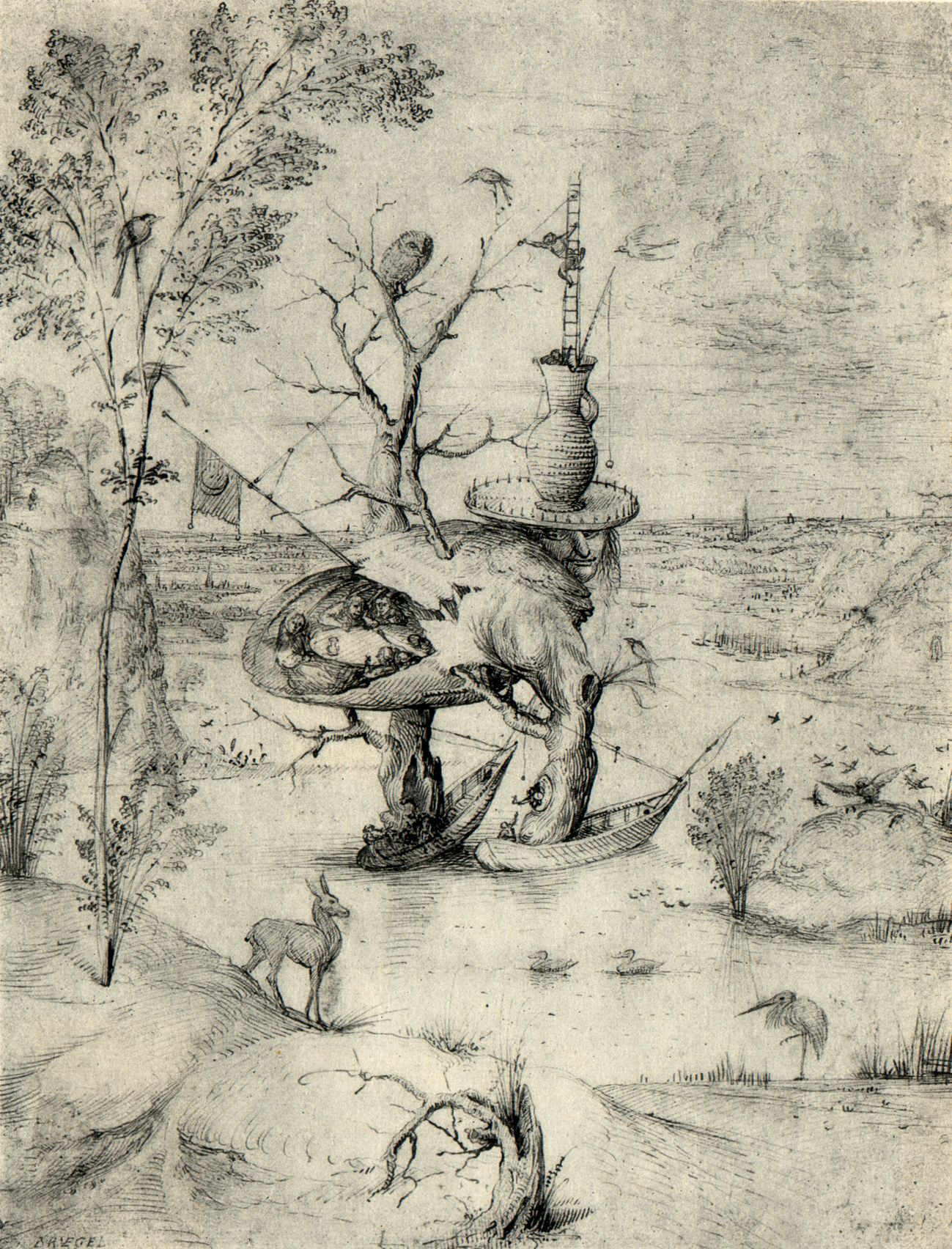
Homem-Árvore, c. 1470. O "Homem-Árvore" do painel direito, retratado em um desenho anterior de Bosch. Esta versão em caneta e bistre não contém nenhuma sugestão do Inferno, mas seu contorno foi adaptado em um dos grotescos mais memoráveis do Jardim, por Hieronymus Bosch

Como o restante das obras de Bosch, carece de datação unânime entre os especialistas, sendo esta uma das de mais enfrentadas posições, pois enquanto uns a consideram juvenil, outros dizem que é obra de maturidade. Baldass e outros a situam na época juvenil de Bosch (1485). Cinotti a situa por volta de 1503. Outras fontes a situam por volta de 1510. Tolnay e Larsen situam-na afinal da atividade de Bosch (1514–1515). As análises dendrocronológicos datam-na depois de 1466. O catálogo da exposição sobre o artista celebrada em Roterdã em 2001 assinala a data entre 1480 e 1490.
A partir de Gibson e até a atualidade (Hans Belting, 2002) conjeturou-se que fora realizada para Henrique III de Nassau. Os primeiros possuidores da obra foram, pois, os membros da casa de Nassau, em cujo palácio de Bruxelas pôde ver o quadro o primeiro biógrafo de Bosch, Antônio de Beatis, personagem que viajava no séquito do cardeal de Aragão, em 1517. Sua descrição não deixa lugar a dúvidas de que se encontra frente ao famoso trítico: «Depois há algumas tábuas com diversas bizarrias, onde se imitam mares, céus, florestas e campos e muitas outras coisas, uns que saem de uma concha marinha, outros que defecam grous, homens e mulheres, brancos e pretos em atos e maneiras diferentes, pássaros, animais de todas as classes e realizados com muito naturalismo, coisas tão prazenteiras e fantásticas que em jeito algum se poderiam descrever àqueles que não as tiverem visto».
Foi herdado pelo seu filho René de Châlon e depois pelo sobrinho de Henrique, Guilherme I, Príncipe de Orange, líder da rebelião holandesa contra a coroa dos Habsburgo. Foi confiscado pelo duque de Alba, incluindo-se no inventário redigido com tal motivo a 20 de Janeiro de 1568. O duque deixou os quadros a D. Fernando, seu filho natural e prior da ordem de São João.
Foi comprada por Filipe II na leilão dos bens de Dom Fernando, e enviada para o mosteiro do Escorial em 8 de Julho de 1593. Colocou-se no dormitório do rei, onde esteve até sua morte. É a pintura mais famosa da coleção de nove de Hieronymus Bosch que Filipe II reuniu em El Escorial.
A princípio ao quadro denominou-se Uma pintura sobre a variedade do mundo. Logo, o "Quadro das fresas", denominação que se deve ao monge do Escorial José de Sigüenza, o primeiro crítico da obra. Poleró, que propõe em 1912 uma catalogação das obras do Museu do Prado, denomina o trítico Dos deleites carnais. De aí sai a sua denominação atual de "Jardim das delícias" ou "Das delícias terrenas". Foi transladado ao Museu do Prado em 1936 para a sua proteção devido à Guerra civil espanhola. Depois da guerra, por desejo de Franco entrou a fazer parte das coleções do Prado.

## Análise do tríptico

### Trítico fechado

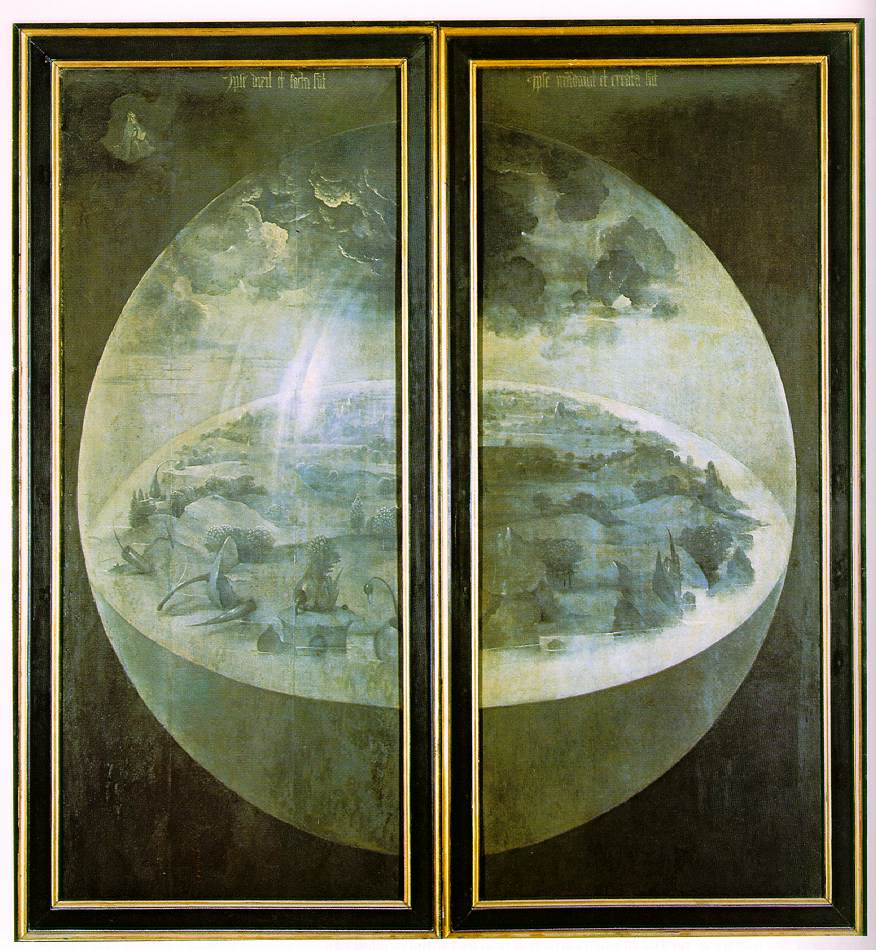
O trítico fechado: A Criação do mundo, óleo sobre tábua, 220 x 195 cm.

O quadro fechado na sua parte exterior alude ao terceiro dia da criação do mundo. Representa um globo terráqueo, com a Terra dentro de uma esfera transparente, símbolo, segundo Tolnay, da fragilidade do universo. Há apenas formas vegetais e minerais, não há animais nem pessoas. Está pintado em tons grises, branco e preto, o que se corresponde a um mundo sem o Sol nem a Lua embora também seja uma forma de conseguir um dramático contraste com o colorido interior, entre um mundo antes do homem e outro povoado por infinidade de seres (Belting.
Tradicionalmente, a imagem que amostra o trítico fechado interpretou-se como o terceiro dia da criação. O número três era considerado um número completo, perfeito, já que em si mesmo encerra o princípio e o fim. E aqui, ao se fechar, transforma-se, no número um, no círculo: de novo nos permite vislumbrar a perfeição absoluta e, talvez, a trindade divina. No canto superior esquerdo aparece uma pequena imagem de Deus, com uma tiara e a Bíblia sobre os joelhos. Na parte superior pode-se ler a frase, extraída do salmo 33, IPSE DIXIT ET FACTA S(OU)NT / IPSE MAN(N)DAVIT ET CREATA S(OU)NT, que significa "Ele o diz, e todo foi feito. Ele o mandou, e tudo foi criado". Outros interpretam que pudera representar a Terra após o dilúvio.

### Trítico aberto
Ao abrir-se, o trítico apresenta, no painel esquerdo, uma imagem do paraíso onde se representa o último dia da criação, com Eva e Adão, e no painel central representa a loucura solta: a luxúria. Nesta tábua central aparece o ato sexual e é onde se descobrem todos os prazeres carnais, que são a prova de que o homem perdera a graça. Por último temos a tábua da direita onde se representa a condenação no inferno; nela o pintor mostra um palco apoteótico e cruel, no qual o ser humano é condenado pelo seu pecado.
A estrutura da obra, em si, também conta com um enquadre simbólico: ao abrir-se, realmente fecha-se simbolicamente, porque no seu conteúdo está o princípio e o fim humano. O princípio na primeira tábua, que representa o Gênesis e o Paraíso, e o fim na terceira, que representa o Inferno.

#### Painel esquerdo:O jardim do Éden

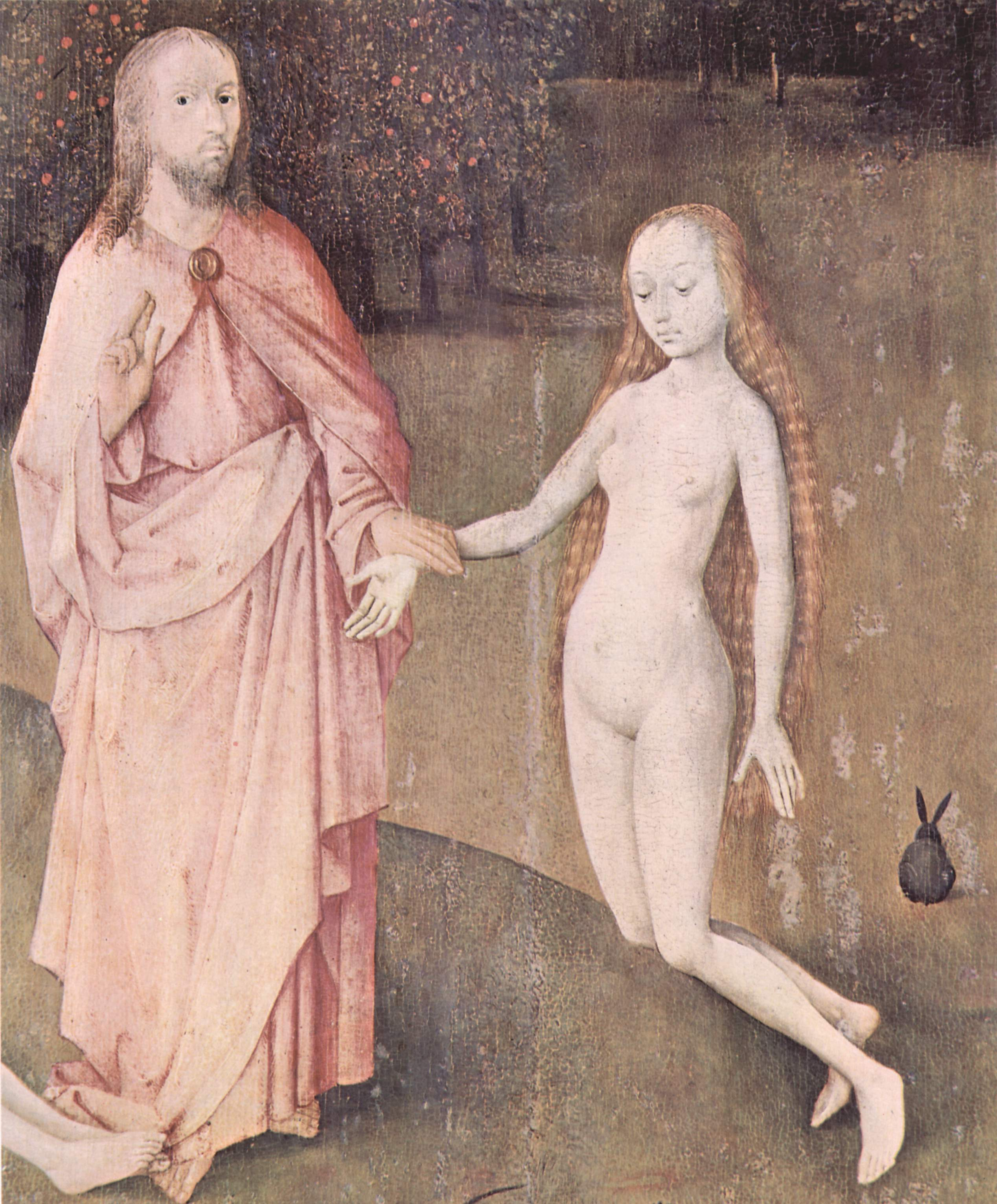
Detalhe do Jardim do Éden, Deus e Eva.

O postigo da esquerda representa o Paraíso terreno. Mede 220 centímetros de alto por 97,5 cm. de largo. Ao fundo pode ver-se a Fonte da Vida. Em primeiro plano há uma cena totalmente atípica, já que não representa nem a criação de Eva da costela de Adão, também não o jeito de comportar-se no jardim, nem a reconvenção que segue à expulsão do paraíso, os únicos temas relatados na Gênesis em relação a este episódio. Nesta curiosa e original cena aparecem Deus, Eva e Adão. Adão está desperto, o que somente aparece em miniaturas, e Deus está-lhe a apresentar a Eva, recém criada. Deus está representado de uma maneira antiquada para os tempos de Bosch: como Jesus Cristo. Eva encontra-se ajoelhada no chão e toma da mão a Deus. Adão, deitado, olha para a futura pecadora. Junto ao primeiro homem e a primeira mulher aparece a "Árvore do bem e do mal" (uma palmeira) já que ao redor dela se envolve a serpente tentadora e a "Árvore da vida" (um exótico dragoeiro). Dado que no seguinte painel é representado um mundo luxurioso, esta tábua foi interpretada como o prelúdio do que depois acontecerá.
No que à primeira vista parece o típico Éden, associado à ideia de paz e sossego, com pouco que a observarmos, esse idílico palco vê-se truncado. Vários signos de fustigação irrompem, os animais enfrentam-se uns a outros: um leão derriba um cervo e dispõe-se para comê-lo, um estranho bípede é perseguido por um javali. No tanque, as disputas entre os animais voltam: um leopardo leva na boca um lagarto, uma ave devora uma rã. São sinais alheios à paz paradisíaca que costumam ser interpretados como aviso de pecado.
- O pecado feminino é personificado nos bichinhos que se arrastam pela terra (insetos e répteis) ou nadam pela água (anfíbios e peixes), já que, dos Quatro elementos (terra, água, fogo e ar), a terra e a água eram consideradas essências passivas cheias de fecundidade que, como a mulher, recebem a semente.
- O pecado masculino é representado pelas alimárias que voam (insetos voadores, aves, morcegos…), já que o ar é considerado um elemento ativo, associado ao fogo e oposto à terra, pelo tanto, masculino.

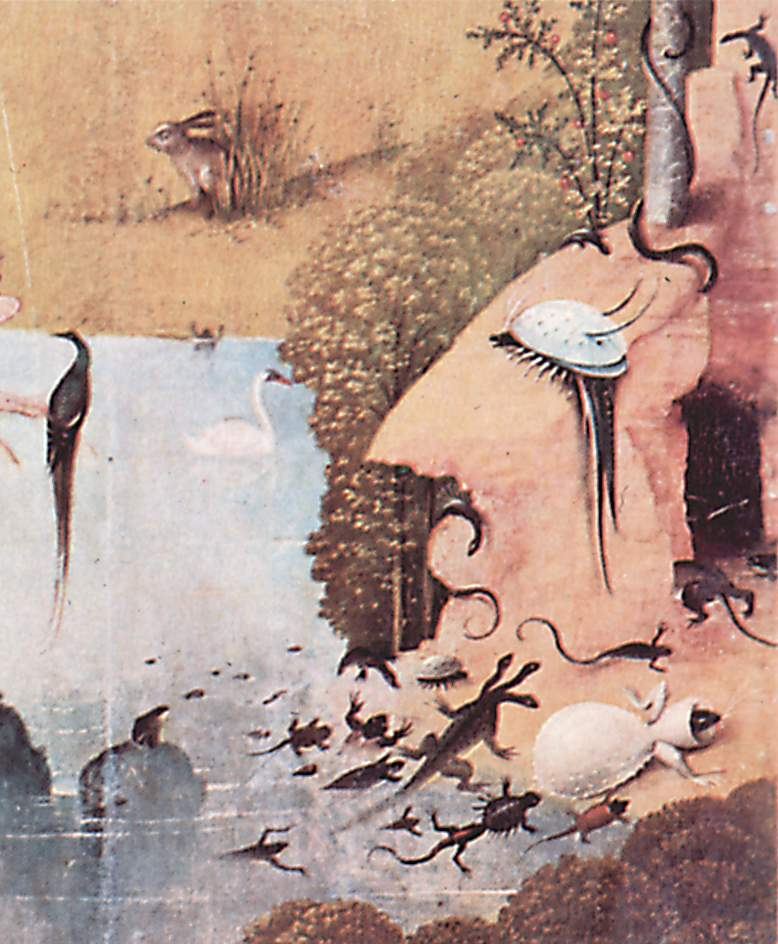
Rocha antropomorfa.

- O demônio está escondido nos tanques e as rochas que são, para Bosch, a guarida dos espíritos malignos. Por exemplo, na fonte da vida vemos uma estrutura entre mineral e orgânica, com um orifício pelo qual assoma uma coruja, um explícito símbolo da malícia, que também aparece em "O carro de feno". Cabe a possibilidade de este elemento arquitetônico, similar a uma flecha de uma catedral, no centro do quadro, ser um símbolo fálico preconizador dos prazeres da carne da tábua central.[2] À sua direita, uma rocha cuja forma é o rosto oculto do Diabo, do qual surge a serpente, enroscada na Árvore da fruta proibida. Os estranhos contornos desses montes rochosos do fundo indicam uma possível perturbação da pacífica convivência.[2]

Aparecem na obra animais reais, mas extremamente exóticos, à época de Bosch, como girafas, elefantes, leões, leopardos, quando África era praticamente desconhecida na Europa. O autor somente pôde ter referência dessas bestas através dos "Bestiários mitológicos" medievais (que sem dúvida superou com acréscimos) e os desenhos que começavam a circular graças à imprensa, sobretudo os que tinham o Egito como tema principal.
A obra apresenta um intenso e variado cromatismo. Predominam os verdes e o azul intenso do fundo, que contrastam com o manto vermelho de Deus e a brancura dos corpos de Adão e Eva.

#### Painel central:O jardim das delícias terrenas

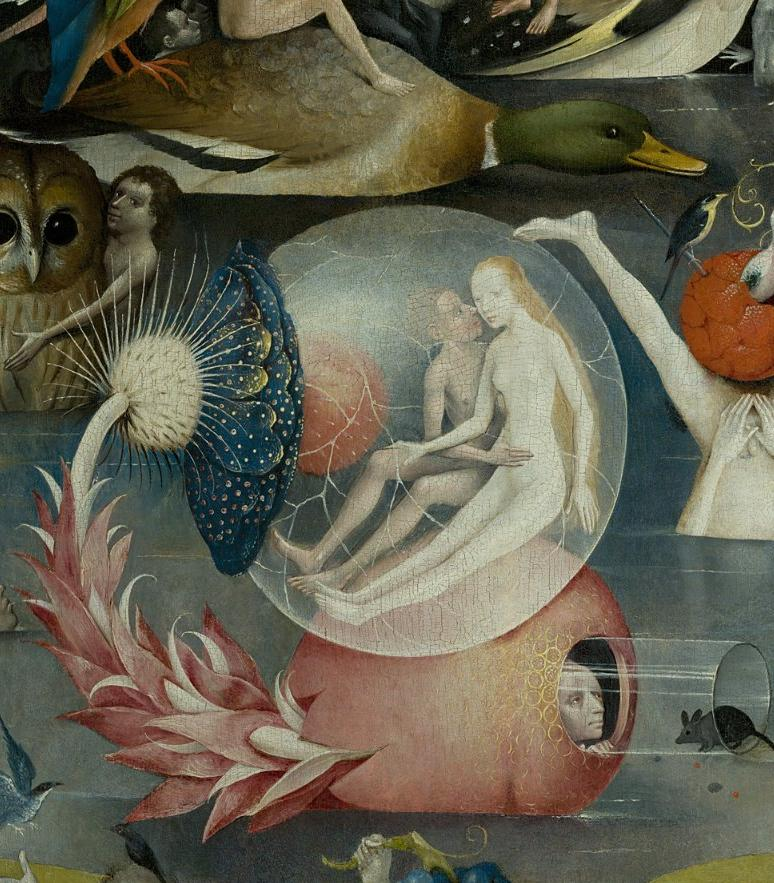
Detalhe.

A tábua central é o Jardim das Delícias Terrenas, propriamente dito; mede 220 cm de alto por 195 de largo. Um falso paraíso no qual a humanidade já sucumbiu em pleno ao pecado, especialmente à luxúria, e dirige-se à sua perdição. Dezenas de símbolos diferentes, cujas chaves só podem ser suspeitas, povoam este espaço opressivo e angustioso no qual a loucura se apoderou do mundo. Aparecem tanto homens como mulheres, brancos e pretos, despidos. Mostram-se todo tipo de relações sexuais e cenas eróticas, nomeadamente heterossexuais, mas também homossexuais e onanistas. Além disso, aparecem também relações eróticas ou sexuais entre animais, e mesmo entre plantas.
- A parte inferior da tábua está dominada por numerosos nus, em grupos ou em casais, com estranhas plantas, minerais e conchas ou comendo grandes frutos.[1] Todas as frutas (cerejas, framboesas, fresas, uvas, medronheiros, etc.), são uma clara alusão aos prazeres sexuais. Mas, ao mesmo tempo, as frutas simbolizam a fugacidade de tal prazer, pois passam em uns dias da frescura à putrefação.
- Sobretudo à esquerda há pássaros de grandes proporções. Estas aves, como o pisco-de-peito-ruivo são também símbolos eróticos, em concreto da lascívia.
- As estranhas estruturas que aprisionam e oprimem as personagens às vezes são como pompas, outras como conchas. Dão a conhecer indiretamente que o pecado se apodera do ser humano, o corrompe e pega para sempre. Muitas destas estruturas recordam a alambiques ou balões, o que faz que alguns historiadores considerem que provavelmente os significados intrínsecos da obra se encontrem ligados ao mundo da alquimia.[4]
- Os tanques não são limpos, senão focos de concupiscência, fonte e origem de todos os males que reflete a pintura; de fato, naquela época, referir-se ao banho podia aludir a Vênus e, pelo tanto, ao amor carnal. No centro da tábua aparece um tanque, cuja forma circular fica sublinhada por um cortejo de ginetes, composto quase exclusivamente por homens despidos[2] montados em animais variados, reais ou fantásticos, como leopardos, leões, ossos, unicórnios, cervos, asnos, grifos, tomados dos bestiários medievais.[1] Interpretou-se a aparição desses animais como símbolos da luxúria. O tanque poderia representar a fonte da eterna juventude, um motivo muito estendido na pintura do século XVI, ou talvez forem as águas nas quais os homens banham seus pecados.[2] Também se considerou que poderia ser o «tanque do adultério», no qual, enquanto os homens cavalgam em círculo ao redor, as mulheres se banham, e levam tocados de corvos (incredulidade), pavões-indianos (símbolo da vaidade), íbis e outros. Detrás há um tanque no qual abóia um enorme globo gris azulado, utilizado para realizar acrobacias lascivas por parte das personagens luxuriosos,[4] e há um rio dividido em quatro ramais. Seria o «labirinto da voluptuosidade, com o tanque no qual boia o enorme globo cinza azulado da "fonte do adultério"»; nos seus quatro cantos, umas estranhas colinas-torres, excêntricas construções vegetais e minerais. Os quatro ramais nos quais se divide a corrente seriam os quatro rios do Paraíso terreno.[1]
- Chocam sobremaneira as extraordinárias dimensões dos animais (peixes e mexilhões incluídos) e as plantas que chega mesmo a ultrapassar a estatura dos homens. É a ideia do mundo ao revés muito presente na linguagem iconográfica e literária da época (A nave dos loucos de Sebastian Brandt ou o Elogio da loucura, de Erasmo, que deveu de ser escrito em 1508, são amostras disso). Há uma obsessão por apresentar animais e pessoas em posições invertidas: um de eles aparece com a cabeça e o torso submergidos na água enquanto abre as pernas em forma de Y. Junto às construções fantásticas da parte superior da tábua, uns homens levam pendurado a um animal de um pau, mas este, em vez de ficar suspendido naturalmente, aparece boca acima desafiando as regras da gravidade. Todas estas cenas mostram que nos encontramos ante um falso paraíso: tudo o nele é representado não é o que parece.
- Outro elemento chave da tábua é a falta de diferenciação sexual. Apenas distinguimos os homens das mulheres. Os únicos signos de diferenciação entre os dois sexos são os peitos femininos (nunca voluptuosos demais) e os genitais masculinos. Poderia ser que Bosch buscara assim mostrar que toda a humanidade estava implicada no pecado.

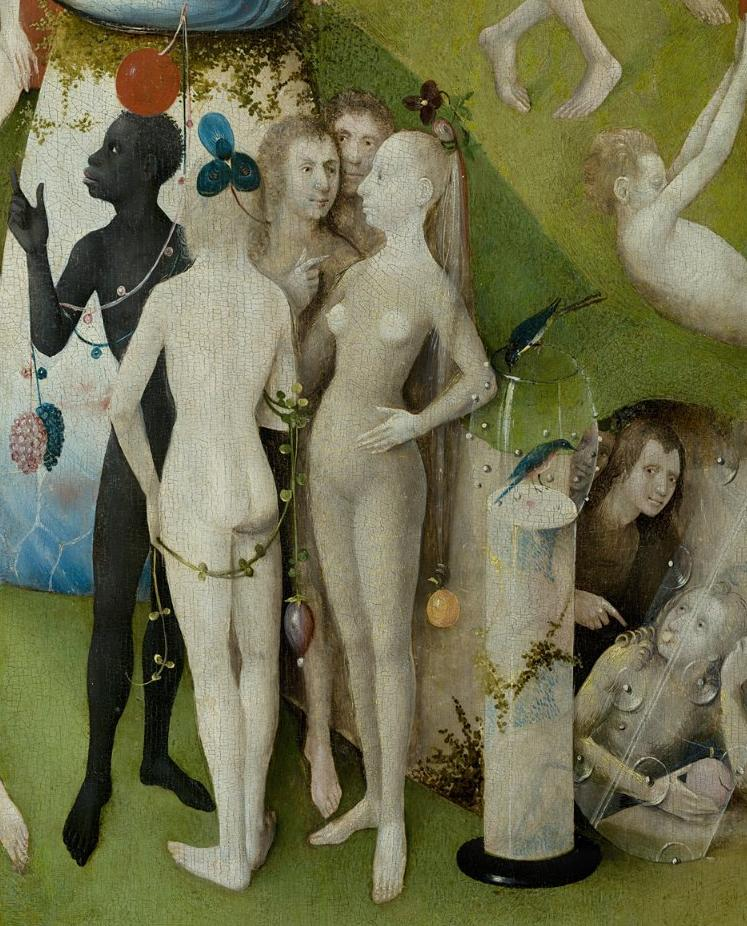
Eva escondida numa caverna e assinalada por João Baptista como culpável.

- Na parte inferior da tábua podem-se apreciar outros dois elementos simbólicos. Concorrem vários personagens. Um de eles, o único que aparece vestido em todo o quadro, olha claramente para fora, estabelecendo uma cumplicidade com o espectador. Sinala uma mulher deitada que parece ser Eva. Detrás do homem vestido irrompe um terceiro personagem. Com respeito de quem é o homem vestido há várias teorias. Dirk Bax, por exemplo, identifica-o como Adão enquanto o homem que aparece por detrás saindo de uma caverna seria Noé anunciando uma nova era após o dilúvio. Mateus tem outra teoria. O varão apetrechado é João Baptista, que sempre é representado com uma pele esfiapada e assinalando sempre algo, o Anho normalmente. Aqui, porém, Bosch nos surpreenderia uma vez mais. O Baptista não aparece assinalando para o que tira os pecados do mundo (o Anho) senão precisamente para a que os trouxe, Eva. A caverna pela qual irrompe São João seria o símbolo de entrada no limbo tal como descreve o evangelho apócrifo de Nicodemos. São João encarnaria desta forma o gonzo entre o mundo anterior ao pecado e o mundo terreno. Por outro lado, há outra obra interessante de Santo Agostinho, Comentário ao Gênesis contra os maniqueus, na qual o célebre autor assinala que a morte está fixada na túnica de peles: «Eles ter-se-iam coberto de folhas e Deus entregou-lhes túnicas de peles, os cobriu com a mortalidade desta vida». Este significado é o que faz pensar aos estudiosos que sob dessa túnica encontra-se o casal original. Desde a caverna tornam-se testemunhas do que sobreveio ao mundo pela sua culpa. Além disso, no canto inferior esquerdo, há um grupo de homens que estão assinalando para a tábua anterior, em especial para Eva, o qual foi interpretado como uma clara acusação à mulher como responsável de ter sucumbido à tentação da serpente cometendo o pecado pelo qual pagará toda a humanidade. A misoginia é conhecida o suficiente na época na qual Bosch pinta o "Jardim das Delícias Terrenas". Erasmo falava da necessidade da mulher, assinalando que esta somente servia para procurar prazer ao homem, o qual também roçava a necessidade quando as buscava.

Esta é a interpretação tradicional do painel central. Porém, houve outras que se afastam da mesma, levando em conta que Bosch realmente não condena o que se está vendo neste painel, ao contrário, parece um mundo positivo, altamente «desejável». É representado um universo de felicidade, sem dor, doença nem morte. Não se representa o passar do tempo (não há crianças nem anciãos), também não se vê ninguém trabalhando para ganhar o sustento com o suor da sua frente. Descreve uma humanidade diversa alimentada dos frutos da terra e organizada em estruturas naturais. Portanto, W. Fraenger creu ver na obra uma ilustração das concepções religiosas da seita herética dos adamitas, tese que hoje não goza de aceitação. Paul Vandenbroeck (2001) defendeu que aqui se representa a Montanha de Vênus (3l Grial), conhecida no final do período medieval como o «falso paraíso», se bem que, como as teses tradicionais, entende que é «pecador e demoníaco». Juan Antonio Ramírez defende, por outro lado, que o que se está representando realmente, dado que há uma continuidade da paisagem em relação à tábua da esquerda, uma ilustração do Gênesis. Estar-se-ia descrevendo o Paraíso terreno, de acordo com o Gênesis:
| “ | E o Senhor Deus fez brotar da terra toda qualidade de árvores agradáveis à vista e boas para comida, bem como a árvore da vida no meio do jardim, e a árvore do conhecimento do bem e do mal / E saía um rio do Éden para regar o jardim; e dali se dividia e se tornava em quatro braços | ” |

Estar-se-ia representando o paraíso tal como, segundo o cristianismo, o criara Deus, mas não como o local onde pecou Eva, senão como o paraíso ideal, o que devera ser se Eva não pecasse senão seguisse as ordens de Deus: 
| “ | Então Deus os abençoou e lhes disse: Frutificai e multiplicai-vos; enchei a terra e sujeitai-a.. | ” |

, 
| “ | E ambos estavam nus, o homem e sua mulher; e não se envergonhavam. | ” |

.
A figura da personagem que provavelmente seja João Baptista assinalaria admonitoriamente que esse é o mundo descrito por Deus, povoado por uma multidão de felizes inocentes, que não pôde chegar a existir devido à queda, e por isso situa a culpável, Eva, encerrada numa caverna e com um escudo de cristal.

#### Painel direito:O inferno

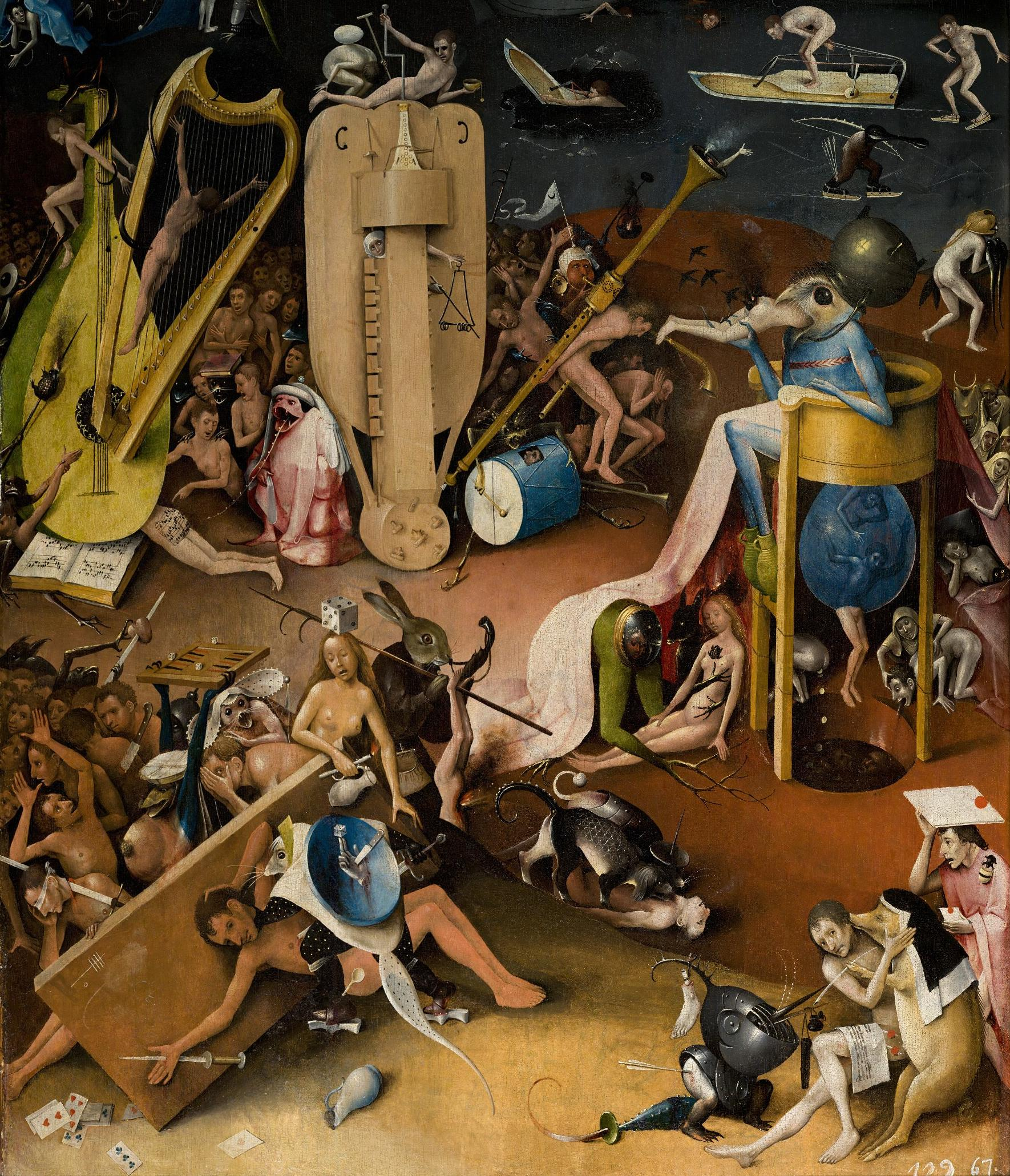
Inferno musical.

O postigo da direita representa o Inferno. Mede 220 cm de alto por 97,5 de largo.
Também é conhecido como "O inferno musical", pelas múltiplas representações de instrumentos musicais que aparecem. Ignora-se por que Bosch associa a música com o pecado. Pintou os tormentos do inferno, aos quais fica exposta a Humanidade. Descreve um mundo onírico, demoníaco, opressivo, de inumeráveis tormentos. É uma tábua muito sombria em relação ao colorido das outras duas: tons lívidos do inferno de gelo, vivas chamas do inferno de fogo. A tábua pode-se dividir em três níveis. 
No nível superior vê-se a típica imagem do inferno, com fogo e torturas. As arquiteturas são sumidas em estranhas iluminações fosforescentes. Esse incêndio, que realmente representa a paisagem noturna de uma cidade em chamas, relacionou-se com um trauma do pintor, que viu quando era jovem como a sua localidade natal era vítima do fogo. Certamente, estas representações de cidades em chamas podem-se ver em outros quadros do autor. A atmosfera resulta totalmente demoníaca. A crítica parece coincidir em que a faca unida às duas orelhas é um genital masculino, enquanto a gaita-de-fole que um monstro sustém sobre a cabeça poderia ser um elemento homossexual ou, tal vez, feminino.
Na parte central, aparece um mundo onírico, com criaturas fantásticas, e cuja figura central é um "homem-árvore", conhecido também por um desenho autógrafo do Museu Albertina de Viena. Olha diretamente para o espectador. Interpretou-se em numerosas ocasiões como o rosto do próprio artista e que com uma torpe vendagem tenta ocultar uma chaga produzida pela sífilis. Sobre a cabeça leva um disco, no qual bailam pequenos monstros. Os seus braços são como troncos de árvore e estão descansando sobre barcas. Seu tórax está aberto e oco, e no seu interior há mais seres. Sob ele há um lago geado, sobre o qual patinam alguns condenados, enquanto o gelo se quebra. Na Idade Média considerava-se o contraste entre o frio e o calor como uma das torturas do inferno. Destaca-se uma personagem com cabeça de ave rapaz sentado num retrete. Pensa-se que poderia ser Satanás devorando os condenados e defecando-os num poço preto no qual outros personagens vomitam imundícias ou excrementam ouro. Sob o manto de Satanás uma mulher é acossada por um ente cuja face é um espelho onde ela se reflete.
Na parte inferior, aparecem o que seria o inferno musical propriamente dito, em onde os instrumentos musicais aparecem transformados em instrumentos de tortura. Embaixo, à direita, vê-se a um homem abraçado por um porco. É um simbolismo do que acontece às pessoas do painel central, do Jardim das Delícias Terrenas, devido ao seu comportamento.

## Estilo
Estes quadros parecem uma censura implacável, mas a sua inacabável fantasia, e o enquadre poético os faz, apesar de tudo, divertidos e otimistas. Sua ironia e burla do mundo se contrapõem com o realismo hierático de Jan Van Eyck.
- O objetivo parece ser o de moralizar mediante ácidas críticas, que recordam a tradição medieval que se servia da deformação e a caricatura para revelar a malícia das suas personagens. Esta é a opinião tradicional, como considera seu primeiro analista, Frei José de Sigüenza (1605): | “ | A diferença entre as pinturas de Bosch e as de outros é que os demais procuraram pintar o homem qual parece por fora; somente ele o ousou pintar qual é por dentro (...). Os quadros de Bosch não são disparates, senão uns livros de grande prudência e artifício, e os o nossos sim são disparates, não os seus; em síntese, é uma sátira pintada dos pecados e desvarios dos homens. | ” |
- Recursos pictóricos: Porém, Bosch supera as suas fontes graças à bagagem herdada dos Van Eyck e outros pintores flamencos, que lhe proporcionaram numerosas ferramentas pictóricas. À crueza medieval acrescenta, agora, uma visão poética graças aos recursos nos quais Bosch era um mestre: foi um grande desenhista, um mestre da cor do chiaroscuro, o tratamento da luz e da perspectiva; a paisagem (luminosa ou crepuscular), que apesar de ser irreal é sempre lírica. O claro cromatismo da ala esquerda e da tábua central comparou-se com miniaturas persas (L. v. Puyvelde), enquanto a grandiosa representação noturna da parte superior do inferno anuncia as cenas de noite dos séculos XVI e XVII.[2]
- Composição: É aparentemente caótica, com múltiplas cenas colocadas sem uma ordenação espacial clara, embora que todas as cenas pareçam existir grandes objetos que agem como eixos organizadores (as fontes na primeira tábua, os tanques na segunda, e o homem-árvore e a sanfona na terceira). Coloca sempre a linha do horizonte muito alta para conseguir profundeza e poder pôr planos sucessivos que, apesar da sua independência, se fundem entre eles. Apesar de ser composto por numerosos pequenos detalhes, o trítico baseia-se numa composição muito reflexionada. O paraíso e a terra estão unidos pela mesma claridade e um mesmo horizonte, repetindo nelas a estrutura circular e as lagoas. Porém, o inferno é diferente, noturno, sem esperança.[2]

## O autor
Bosch (1450–1516) chamava-se Hieronymus Van Aken, sendo apelidado Bosch (pela sua povoação Den Bosch ou 's-Hertogenbosch, em Holanda); teve uma vida acomodada, já que se casou com uma mulher endinheirada (Aleyt van Mervende). Apesar de viver como um opulento burguês, estava obsedado com a religião, o pecado e o sexo. Especulou-se muito com respeito das ideias que o pudessem ter inspirado: talvez fosse um visionário, um herege, um obsesso sexual, ou confrade de alguma seita herética; embora tudo pareça indicar que não foi nada disso, senão simplesmente um moralista culto e comprometido eticamente com uma causa, coisa que dificilmente apreciamos em Jan van Eyck, por exemplo.